# Can Santacana
Can Santacana o Can Sunyer del Palau és una obra del municipi de Sant Andreu de la Barca (Baix Llobregat) inclosa en l'Inventari del Patrimoni Arquitectònic de Catalunya.

## Descripció
Es tracta d'una casa amb dues façanes, una de principal enfront i una altra de secundària, fent angle. La principal té planta baixa, pis i golfes. Està conservada amb l'estructura original, les obertures de la planta baixa estan emmarcades amb dovelles de pedra, mentre que les del primer pis i les golfes tenen els emmarcaments pintats. Aquesta façana està encapçalada per un frontó. La façana secundària ha sofert algunes modificacions a la planta baixa i al primer pis però, en canvi, les finestres de les golfes segueixen el ritme anterior.